# Flaga Jackson
Flaga Jackson – jeden z symboli amerykańskiego miasta Jackson.

## Opis flagi
Flagę Jackson stanowi prostokątny płat ciemnozielonej tkaniny o stosunku wysokości do długości jak 2:3, podzielony na cztery pola białym krzyżem utworzonym przez pasy o szerokości 1/9 szerokości flagi, biegnące w połowie długości i w połowie wysokości. Pośrodku flagi umieszczono zasłaniający przecięcie ramion krzyża żółty okrąg o średnicy równej połowie wysokości flagi, wewnątrz którego w polu błękitnym żółta gwiazda pięcioramienna.

## Symbolika
Gwiazda symbolizuje status Jackson jako stolicy stanu Missisipi, barwa błękitna odnosi się do rzeki Pearl. Biały krzyż podkreśla rolę miasta jako "skrzyżowania [dróg] Południa".

## Historia
Flagę ustanowiono 12 stycznia 1993. Flaga miała być wyłoniona w drodze konkursu, ostatecznie miasto opracowało wzór będący kombinacją motywów 25 prac spośród 167 nadesłanych. Prace oceniała miejska Komisja przy udziale amerykańskiego weksylologa Claya Mossa. Jedynym współautorem wymienionym z nazwiska jest 11-letnia wówczas Tiffany Dennis.
Wcześniej Jacksonville nie miało oficjalnej flagi, choć 14 lutego 1978 opracowano jej projekt. Przedstawiał on na płacie białej tkaniny popiersie Andrew Jacksona, od którego pochodzi nazwa miasta, u podstawy którego umieszczono napis "1822" (datę założenia Jackson), nad popiersiem napis "JACKSON", pod nim "MISSISSIPPI". Proporcje płata (wysokość/długość) 3:5.